# Podhum (Jelenje)
Podhum is een plaats in de gemeente Jelenje in de Kroatische provincie Primorje-Gorski Kotar. De plaats telt 1.343 inwoners (2001).